# 1921-es NFL-szezon
Az 1921-es NFL-szezon volt az NFL (ekkor még APFA, American Professional Football Association néven) második szezonja. Az április 30-i akroni találkozón komoly átszervezésen esett át a liga. A Columbus Panhandles vezetője, Joe Carr lett az elnök, a liga központját Columbus-ba helyezték át, és több fontos működési szabályt módosítottak. A bajnokságot az egyetemi szabálykönyv alapján játszották.
Nem egy csapat pénzügyi gondokkal küszködött, páran az előző bajnokságból meg is szűntek. Sok új egyesület is érkezett a szövetségbe, de páran közülük csak ezt az egy bajnokságot tudták végigjátszani.
A bajnokságot a Chicago-ba költözött Staleys nyerte, mivel kevesebb döntetlenjük volt, mint az azonos mérleggel végzett Buffalo All-Americans-nek.

## Végeredmény
GY = Győzelmek, V = Vereségek, D = Döntetlenek, SZ= Győzelmi százalék (Győzelmek/Győzelmek+Vereségek)
Megjegyzés: 1972-ig a döntetleneket nem számolták bele az végeredménybe.
| Csapat                              | GY | V | D | SZ   |
| ----------------------------------- | -- | - | - | ---- |
| Chicago Staleys                     | 9  | 1 | 1 | .900 |
| Buffalo All-Americans               | 9  | 1 | 2 | .900 |
| Akron Pros                          | 8  | 3 | 1 | .727 |
| Canton Bulldogs                     | 5  | 2 | 3 | .714 |
| Rock Island Independents            | 4  | 2 | 1 | .667 |
| Evansville Crimson Giants           | 3  | 2 | 0 | .600 |
| Green Bay Packers                   | 3  | 2 | 1 | .600 |
| Dayton Triangles                    | 4  | 4 | 1 | .500 |
| Chicago Cardinals                   | 3  | 3 | 2 | .500 |
| Rochester Jeffersons                | 2  | 3 | 0 | .400 |
| Cleveland Indians                   | 3  | 5 | 0 | .375 |
| Washington Senators                 | 1  | 2 | 0 | .333 |
| Cincinnati Celts                    | 1  | 3 | 0 | .250 |
| Hammond Pros                        | 1  | 3 | 1 | .250 |
| Minneapolis Marines                 | 1  | 3 | 0 | .250 |
| Detroit Tigers                      | 1  | 5 | 1 | .167 |
| Columbus Panhandles                 | 1  | 8 | 0 | .111 |
| Tonawanda Kardex                    | 0  | 1 | 0 | .000 |
| Muncie Flyers                       | 0  | 2 | 0 | .000 |
| Louisville Brecks                   | 0  | 2 | 0 | .000 |
| New York Giants (Brickley's Giants) | 0  | 2 | 0 | .000 |